# Johann II. (Ziegenhain)

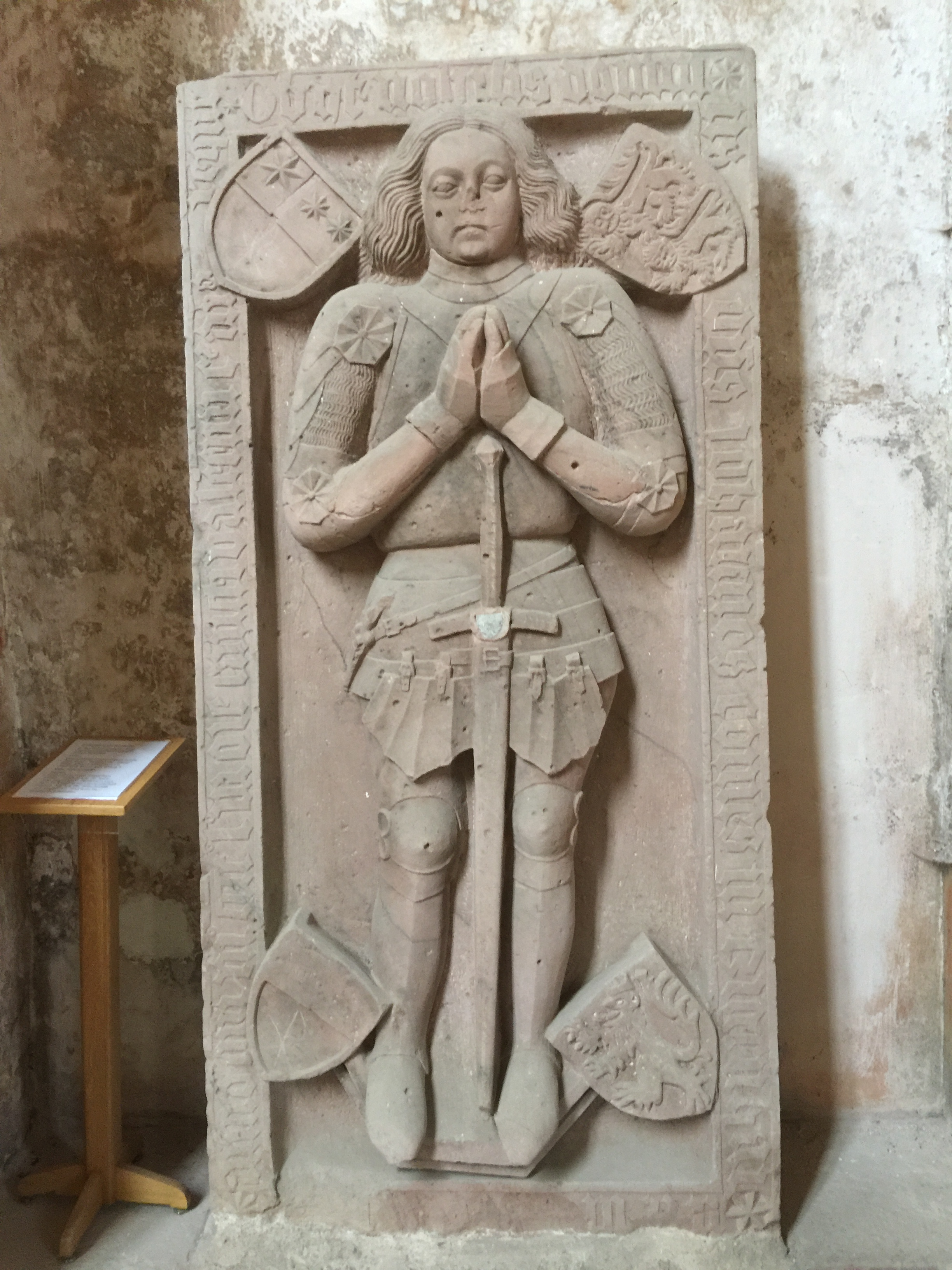
Grabmal des Grafen Johann II. von Ziegenhain in der Klosterkirche von Haina. Wappen. Links: Ziegenhain, Nidda; Falkenstein. Rechts: Braunschweig, Hesse

Johann II. von Ziegenhain († 14. Februar 1450), zweiter Sohn des Grafen Gottfried VIII. von Ziegenhain und dessen Gemahlin Agnes von Braunschweig, war der letzte regierende Graf von Ziegenhain und Nidda. Seinen Beinamen, „der Starke“, verdankte er wahrscheinlich seiner Korpulenz; allerdings soll er als junger Mann besondere Muskelkraft besessen haben. Sein jüngerer Bruder Otto war von 1419 bis zu seinem Tode im Jahr 1430 Erzbischof von Trier.

## Leben
Johann verfolgte zunächst eine kirchliche Laufbahn. 1393 und 1406 ist er als Domherr in Trier und 1403 als Domherr in Mainz bekundet; ebenso ist beurkundet, dass er 1394 in Wien und 1396 in Heidelberg studierte. Nach dem frühen Tod seines Bruders Engelbert III. († 1401) folgte er diesem als Graf von Ziegenhain und Nidda. Johann heiratete am 5. Januar 1417 die Gräfin Elisabeth von Waldeck, aber die Ehe blieb kinderlos.

## Wirken
Im Hessisch-Mainzischen Krieg von 1401 bis 1405, in dem Ziegenhain auf Mainzer Seite stand, wurde Johann im Oktober 1401 von Landgraf Hermann II. gefangen genommen und erst im Januar 1402 freigelassen, nachdem er dem Landgrafen gelobt hatte, in dieser Fehde nicht mehr feindselig gegen Hessen zu stehen und auch seinen Bruder Gottfried IX. zur gleichen Haltung zu bewegen. 1414 wurden Johann und Gottfried von Ziegenhain wegen ihrer Verwicklung in eine heftige Fehde mit Siegfried von Ferkenhausen mit der Reichsacht belegt. Im Jahre 1415 nahmen Johann und Gottfried die Burg Lißberg gewaltsam ein, mit der Begründung, dass sie ein schon 1396 mit dem Tod von Friedrich von Lißberg heimgefallenes Lehen sei und dass Johann von Rodenstein, ein Vetter Friedrichs, sie unrechtmäßig in Besitz genommen habe; drei Jahre später (1418) verkauften sie die Hälfte der Burg an Landgraf Ludwig von Hessen.
Im Jahre 1420 trug Johann seinen Allodialbesitz in den Grafschaften Ziegenhain und Nidda dem römisch-deutschen König Sigismund zu Lehen auf und ließ sich im Gegenzug vom späteren Kaiser mit der Grafschaft Nidda, Burg und Stadt Nidda, der Grafschaft Ziegenhain mit den dazugehörenden Städten, Dörfern und Burgen und mit zwei Zöllen zu Treysa und Gemünden (Wohra) belehnen. Die mit dem Erhalt dieser Reichslehen verbundene Erhebung in den Reichsgrafenstand beendete prinzipiell die bisherige starke lehnsrechtliche Abhängigkeit von der Abtei Fulda als oberstem Lehnsherrn der Grafen von Ziegenhain und Nidda. Gleichzeitig steigerte diese Schwächung der Beziehung zur Abtei Fulda jedoch auch den Appetit der Landgrafen von Hessen und der Erzbischöfe von Mainz auf den Besitz des Hauses Ziegenhain, dessen Zukunft durch das Ausbleiben von erbberechtigtem Nachwuchs unsicher war.
Mit den entscheidenden Siegen des hessischen Landgrafen Ludwig I. im Mainzisch-Hessischen Krieg im Jahre 1427 über den Mainzer Feldherrn Gottfried von Leiningen in der Schlacht auf der Großenengliser Platte bei Fritzlar (23. Juli) und über Leiningen und den Erzbischof Konrad III. von Dhaun bei Fulda (10. August) besiegelte die Landgrafschaft ihre territoriale Vorherrschaft in Ober- und Niederhessen. Ziegenhain konnte sich nun nicht länger an Kurmainz anlehnen, um die eigene Unabhängigkeit zu wahren. Stattdessen schloss Johann am 29. Juni 1428 mit Landgraf Ludwig einen Schutzvertrag, mit dem er sich praktisch in hessische Abhängigkeit begab. Damit war der Landgraf seinem Ziel, Ober- und Niederhessen durch Einverleiben der Grafschaft Ziegenhain auch geographisch zu verbinden, erheblich näher gekommen.
Bereits 1434 belehnte der Fuldaer Fürstabt Johann von Merlau den hessischen Landgrafen Ludwig I. mit dem fuldischen Teil der Grafschaft Nidda. Am 2. Februar 1437 trug Johann II. seine beiden Grafschaften dem Landgrafen zu Lehen auf. Die Äbte von Fulda und Hersfeld, als bisherige Oberlehnsherren, bewilligten diesen Vertrag und übertrugen dem Landgrafen, gegen Zahlung einer Geldabfindung, ihre Anteile an den beiden Grafschaften Johanns als Lehen. (Ziegenhain und Nidda waren teilweise Allodbesitz, teilweise Reichslehen, teilweise fuldisches Lehen und teilweise Hersfelder Lehen.) Allerdings sollte die Herrschaft des Landgrafen erst nach dem Tode Johanns beginnen.
Johann II. starb am 14. Februar 1450. Er wurde wahrscheinlich in der Kirche des Klosters Haina beigesetzt.

## Erbfolgestreit
Trotz der vertraglichen Abmachungen zwischen Johann und Landgraf Ludwig, die zwischen 1437 und 1450 mehrfach bestätigt und bekräftigt worden waren, kam es nach Johanns Tod zu einem langen und erbitterten Streit zwischen zwei Bewerbern um sein Erbe:
- Landgraf Ludwig I. von Hessen erklärte die Grafschaft als hessisches Lehen für heimgefallen, nun zu Hessen gehörig, und besetzte das Gebiet militärisch;
- Das Haus Hohenlohe machte dagegen Erbansprüche geltend, weil eine Enkelin des Grafen Gottfried VIII., Elisabeth von Hanau (ihre Mutter, Elisabeth von Ziegenhain, war mit Graf Ulrich V. von Hanau verheiratet), mit Albrecht I. von Hohenlohe verheiratet war.

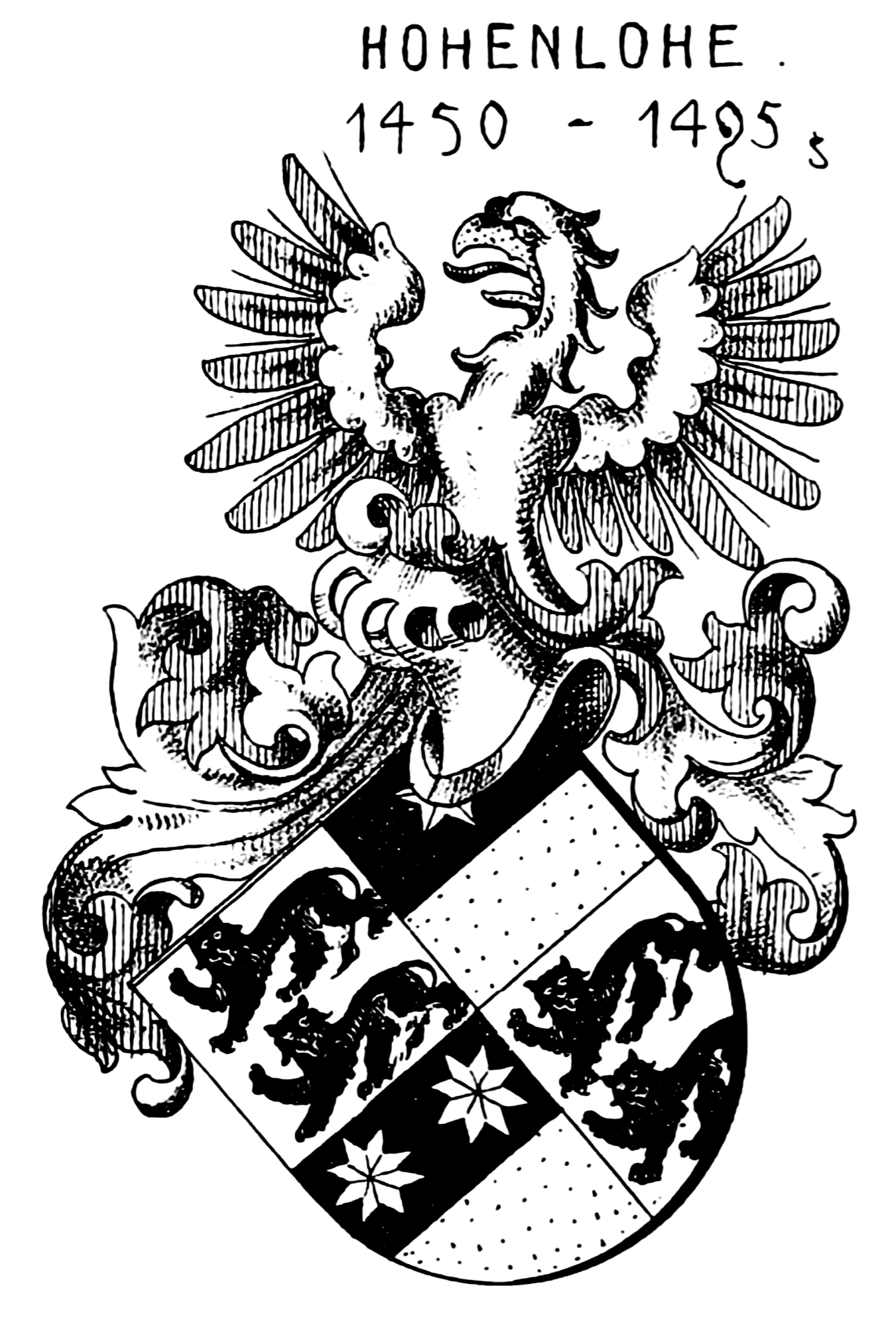
Wappen der Grafen zu Hohenlohe und Ziegenhain

Den Brüdern Albrecht II. und Kraft V. von Hohenlohe-Weikersheim, Söhne Albrechts I., gelang es zunächst, von König Friedrich III. am 14. Mai 1450 mit den Ziegenhainer Reichslehen belehnt und gleichzeitig zu erblichen Reichsgrafen erhoben zu werden. Ludwig von Hessen ignorierte die Belehnung und besetzte die Grafschaft. Der Erbstreit dauerte bis 1495, führte zu kriegerischen und rechtlichen Auseinandersetzungen, und endete mit dem Sieg Hessens, allerdings erst nachdem Landgraf Wilhelm II. mit der Zahlung von 9000 Gulden die Hohenloher Ansprüche abgefunden hatte. Das Ziegenhainer Territorium blieb bei der Landgrafschaft Hessen. Seit dieser Zeit ist im Haus Hessen „Graf zu Ziegenhain“ ein Teil des Namens und wird bis heute geführt. Die Hohenloher behielten allerdings den begehrten Grafentitel, den sie durch die Belehnung mit der Ziegenhainer Grafschaft erst erlangt hatten, und führten den sechsstrahligen Ziegenhainer Stern weiterhin in ihrem Wappen.